# Pirámide de Gympie
La Pirámide de Gympie  (en inglés: Gympie Pyramid)
es una colina en terrazas bajas situada en las afueras de Gympie en Queensland, Australia, probablemente creado por los inmigrantes europeos a finales del siglo XIX o a principios del siglo XX.
El espacio ha estado sujeto a la especulación de aficionados, que han argumentado diversas teorías, especialmente algunas con sugerencias de que fue construido por una civilización desconocida, o egipcios, sudamericanos, o los chinos.
Rex Gilroy afirma que descubrió la Pirámide de Gympie en 1975 y afirmó que la Pirámide "fue creada por los egipcios que tenían las operaciones mineras en Australia hace siglos", con puntos que llegaban "hasta las Montañas Azules de Nueva Gales del Sur".
La investigación sugiere una respuesta más banal, que habría sido parte de un muro de contención construido por un agricultor italiano para detener la erosión en una mesa natural en su propiedad.